# Professeur de l'Académie des sciences de Russie
Professeur de l’Académie des sciences de Russie (professeur de l’ASR, professeur ASR) est un rang académique créé en 2015 par l’Académie des sciences de Russie (ASR) et conféré aux scientifiques russes distingués de tous les domaines qui ne sont pas encore membres de l’Académie. Les contributions en recherche scientifique des professeurs ASR se doivent d’être supérieurs à ceux d’un professeur d’université ordinaire mais l’expérience en tant qu’enseignant peut être relativement modeste. “Professeur ASR” marque le rang académique tout en étant un titre honorifique qui fait valoir les mérites d’un individu. Le nom originel du rang en russe est: Профе́ссор Росси́йской акаде́мии нау́к (профе́ссор РАН) [Proféssor Rossíiskoj akadémii naúk (Proféssor RAN)], en anglais: Professor of the Russian Academy of Sciences (RAS Professor); on peut utiliser les abréviations professeur RAN, professeur RAS, en français aussi.  
Le concept de professeur ASR fut initialement proposé par le Présidium de l’ASR (en) et son président (en 2013-2017) Vladimir Fortov, afin de promouvoir la participation des meilleurs chercheurs de la génération plus jeune de scientifiques russes dans le fonctionnement de l’Académie russe des sciences.

## Critères d’éligibilité
Les exigences formelles pour le rang de professeur ASR sont la citoyenneté russe, l’affiliation avec une institution ASR ou une université accréditée, le degré académique de Docteur en Sciences (Doctor nauk, l’équivalent russe d’une second degré des pays ayant un système de degré doctoral à deux niveaux), et que le candidat ait moins de 50 ans au moment de l’attribution de titre.
Lors de l’élection d’un professeur ASR, les facteurs principaux qui sont pris en compte sont les résultats scientifiques reconnus et les publications dans des revues à comité de lecture, ainsi que les monographies publiés et les brevets déposés par le candidat, et son encadrement des doctorants. Les candidatures sont suggérées par un membre de l’ASR et ensuite sont approuvées par le comité scientifique de son institution respective. À part la recommandation et la restriction d’âge, les exigences sont similaires, mais pas identiques, à ceux imposés par la Haute Commission à l’Attestation en Russie pour le rang traditionnel (c’est-à-dire non-ASR) de professeur. L’élection est un processus à deux temps, comprenant d’abord un premier tour dans le département ASR pertinent et un second vote de confirmation par le Présidium de l’ASR.

## Statut au sein et à l’extérieur de l’ASR
Les professeurs ASR sont de fait des membres associés de l’Académie avec un statut inférieur aux membres à part entière (académiciens) et les membres correspondants. Ils sont éligibles à prendre part aux réunions de divisions territoriales et disciplinaires de l’ASR, peuvent soumettre des propositions d’ordre organisationnel et portant sur d’autres thèmes relatifs à l’ASR, et enfin peuvent servir comme experts professionnels. La recherche demeure néanmoins la priorité d’un Professeur ASR. 
En dehors de l’ASR (c’est-à-dire dans les universités ou dans l’industrie), le rang de professeur ASR est censée avoir un poids considérable parmi les 
références académiques lors de la formulation de conditions d’emploi, contrats etc., mais son importance peut seulement être évaluée au cas par cas. 
Comme plusieurs autres composants du système russe de degrés et rangs académiques, le rang de Professeur ASR n’évoque pas d’analogie immédiate avec des titres et diplômes établis dans d’autres pays. Le “portrait professionnel” d’un Professeur ASR est similaire avec un professeur américain de meilleures universités âgé d’environ 45 ans. 

## Professeurs ASR élus
Jusqu’à présent, les élections de Professeurs ASR ont été organisées trois fois. Les premières élections ont eu lieu au sein de l’Académie au cours de l’hiver 2015-2016, les deuxièmes en mars-avril 2018 et les troisièmes en avril-mai 2022. Au total, le rang de Professeur ASR fut décerné à 713 scientifiques. Environ 55 % des Professeurs ASR résident et travaillent à Moscou, mais des chercheurs de tout le pays, y compris certains de l’Extrême-Orient et de Sibérie (> 100 Professeurs ASR), de l’Oural (~ 35 Professeurs ASR), et de Saint-Pétersbourg (64 Professeurs ASR) sont représentés dans le chiffre global. Certains Professeurs ASR sont affiliés aux instituts de recherche les plus prestigieux de Russie, notamment l’Institut Lebedev, l’Institut Steklov, l’Institut Ioffe, et aux meilleures universités, entre elles l’Université d'État de Moscou et l’Université d’État de Novossibirsk. Deux citoyens Russes travaillant en permanence à l’étranger furent également exceptionnellement élus. La limite d’âge fut un filtre important au vu du fait que la génération de chercheurs approchant les 50 ans est sous-représentée dans les milieux universitaires après la crise économique et politique des années 1990 en Russie, qui força beaucoup d’entre eux à émigrer ou abandonner la science. 
Chaque titulaire du rang de Professeur ASR reçoit un certificat (voir photo). 
Les quatre dernières élections des membres de l’ASR avaient lieu en octobre 2016, en novembre 2019, en mai-juin 2022 et en mai 2025. Au total, 188 professeurs sont devenus les membres correspondants et 31 professeurs sont devenus les membres actifs de l'Académie des Sciences de la Russie,,,; désormais leur titre sera "le Professeur et le membre correspondant (ou actif) de l’ASR".

## Activités des Professeurs ASR
La communauté de Professeurs ASR travaille sous les auspices du Présidium de l’Académie et sous la direction administrative de son Centre de Planification Stratégique. Un Conseil de Coordination a été formé regroupant les professeurs renommés; jusqu'en avril 2018, Prof. Alexey Gromyko, Directeur de l’Institut d’Europe et petit-fils de l’exceptionnel diplomate Soviétique Andreï Gromyko, occupait le poste de Président du Conseil, actuellement est Prof. Alexandre Lutovinov, Vice-Directeur de l’Institut de recherche spatiale, le Président.  
Plusieurs groupes de travail virtuels composés de professeurs ASR ont été établis au sein de la communauté. Ces groupes sont responsables de l’avancement des activités telles comme les prévisions stratégiques, l’intégration de la recherche et de l’éducation en Russie, la formulation de priorités nationales en recherche, les relations publiques de la communauté de chercheurs etc.
Contrairement aux membres à part entière ou membres correspondants de l’Académie, les Professeurs ASR ne reçoivent pas de remuneration pour ce rang. Il reste à voir dans quelle mesure ce rang sera utile à ses titulaires et leur permettra d’obtenir des promotions au sein et à l’extérieur de leurs institutions, tandis que le travail au sein de la communauté ASR se fait à titre bénévole. Les Professeurs ASR ne font pas d’engagements formels à exercer des fonctions sans rapport avec leur emploi principal, mais ce nouveau rang est largement vu comme une opportunité de s’impliquer dans les débats sur les problèmes clés de la science au niveau national, et de participer à la construction du futur de l’Académie, de contribuer à des prises de décision au niveau de gouvernement, et de s’engager dans la couverture médiatique de la recherche, la technologie et le développement global.